# Rheinniederung Haltingen–Neuenburg mit Vorbergzone
Rheinniederung Haltingen–Neuenburg mit Vorbergzone este o arie protejată (sit de importanță comunitară — SCI, arie de protecție specială avifaunistică — SPA) din Germania întinsă pe o suprafață de 1.475,45 ha, integral pe uscat.

## Localizare
Centrul sitului Rheinniederung Haltingen–Neuenburg mit Vorbergzone este situat la coordonatele 47°42′02″N 7°31′04″E / 47.7006°N 7.5178°E.

## Înființare
Situl Rheinniederung Haltingen–Neuenburg mit Vorbergzone a fost declarat arie de protecție specială avifaunistică în martie 2001 pentru a proteja 23 de specii de animale. Situl a fost protejat și ca sit de importanță comunitară în martie 2001.

## Biodiversitate
Situată în ecoregiunea continentală, aria protejată nu include niciun habitat protejat.
La baza desemnării sitului se află mai multe specii protejate de  păsări (23): pescăruș albastru (Alcedo atthis), rață mică (Anas crecca crecca), Anas strepera strepera, rață-cu-cap-castaniu (Aythya ferina), rața moțată (Aythya fuligula), Charadrius dubius curonicus, ciocănitoarea de stejar (Dendrocopos medius), ciocănitoare neagră (Dryocopus martius), egretă albă (Egretta alba), presură bărboasă (Emberiza cirlus), Falco peregrinus peregrinus, șoimul rândunelelor (Falco subbuteo), Fulica atra atra, Hippolais polyglotta, capîntortură (Jynx torquilla), sfrâncioc roșiatic (Lanius collurio), Mergus merganser merganser, gaia neagră (Milvus migrans), viespar (Pernis apivorus), cormoran mare (Phalacrocorax carbo carbo), ciocănitoare verzuie (Picus canus), mărăcinar negru (Saxicola torquatus), Tachybaptus ruficollis ruficollis